# Eleanor Shawcross
Eleanor Shawcross, baronne Shawcross-Wolfson, baronne Wolfson d'Aspley Guise (née en 1983), est une conseillère politique britannique, qui est directrice de l'unité politique du numéro 10 (en) sous le Premier ministre Rishi Sunak. Elle est créée pair à vie à la Chambre des lords dans le cadre des distinctions honorifiques de démission du Premier ministre de 2024 annoncées en avril 2025.

## Biographie
Fille de William Shawcross (en), elle travaille pour le Boston Consulting Group, la Fondation Bill-et-Melinda-Gates et la Blavatnik School of Government d'Oxford, ainsi que dans plusieurs postes politiques et gouvernementaux,.
Shawcross travaille sur la campagne municipale de Boris Johnson et devient membre du Conseil des conseillers économiques du chancelier fantôme de l'époque, George Osborne à partir de 2008. Elle est pendant 6 ans sa cheffe de cabinet adjointe lorsque Osborne devient chancelier de l'Échiquier. Après 2016, elle occupe le poste de chef de cabinet au ministère du Travail et des Retraites et est ensuite nommée directrice non exécutive pour la période 2020-2022.
Shawcross conseille Rishi Sunak pendant son mandat de chancelier et fait don de 20 000 £ à sa campagne de leadership. Sunak la nomme directrice de l'unité politique numéro 10 lorsqu'il devient Premier ministre en octobre 2022, ce qui conduit le New Statesman à la nommer douzième personnalité de droite la plus puissante du Royaume-Uni en 2023.
En 2012, Shawcross épouse Simon Wolfson, baron Wolfson d'Aspley Guise, qui est le fils de David Wolfson, respectivement président actuel et ancien de Next, et tous deux pairs à vie conservateurs,. Ils ont deux fils et une fille,. Elle reçoit elle-même une pairie à vie dans le cadre des honneurs de démission du Premier ministre de 2024 et est créée baronne Shawcross–Wolfson, d'Aspley Guise dans le comté de Bedfordshire le 28 mai 2025 ; avant sa propre pairie, elle utilisait le titre de son mari et était connue sous le nom de Lady Wolfson d'Aspley Guise.